# غواصة يو-91
غواصة يو-91 كانت واحدة من 329 غواصة تخدم في البحرية الإمبراطورية الألمانية اثناء الحرب العالمية الأولى. شاركت يو-91 في الحرب البحرية في الحرب العالمية الأولى ومعركة الأطلسي الأولى.